# Romanzi di Umineko When They Cry
Questa è la lista dei romanzi di Umineko When They Cry, scritti da Ryukishi07 e basati sull'omonima serie di sound novel prodotta da 07th Expansion. Editi da Kōdansha sotto l'etichetta Kōdansha Box, i volumi tratti dalla prima parte, Umineko no naku koro ni, sono stati pubblicati tra luglio 2009 e agosto 2010, mentre i volumi tratti dalla seconda parte, Umineko no naku koro ni chiru, sono stati messi in vendita tra luglio 2012 e settembre 2018. Le copertine sono state disegnate da Tomohi e ognuno degli otto giochi della serie è stato diviso in due volumi ad eccezione dell'ultimo, per un totale di quindici.
| Nº | Titolo italiano (traduzione letterale) Giapponese 「Kanji」 - Rōmaji | Data di prima pubblicazione              | Data di prima pubblicazione |
| Nº | Titolo italiano (traduzione letterale) Giapponese 「Kanji」 - Rōmaji | Giapponese                               |                             |
| 1  | Quando stridono i gabbiani - Episodio 1: Leggenda della strega dorata (parte 1) 「うみねこのなく頃に Episode1 Legend of the golden witch （上）」 - Umineko no naku koro ni Episode1 Legend of the golden witch (jō)                       | 1º luglio 2009 ISBN 978-4-06-283719-4    |                             |
| 2  | Quando stridono i gabbiani - Episodio 1: Leggenda della strega dorata (parte 2) 「うみねこのなく頃に Episode1 Legend of the golden witch （下）」 - Umineko no naku koro ni Episode1 Legend of the golden witch (ge)                       | 3 agosto 2009 ISBN 978-4-06-283721-7     |                             |
| 3  | Quando stridono i gabbiani - Episodio 2: Turno della strega dorata (parte 1) 「うみねこのなく頃に Episode2 Turn of the golden witch （上）」 - Umineko no naku koro ni Episode2 Turn of the golden witch (jō)                              | 4 novembre 2009 ISBN 978-4-06-283730-9   |                             |
| 4  | Quando stridono i gabbiani - Episodio 2: Turno della strega dorata (parte 2) 「うみねこのなく頃に Episode2 Turn of the golden witch （下）」 - Umineko no naku koro ni Episode2 Turn of the golden witch (ge)                              | 1º dicembre 2009 ISBN 978-4-06-283735-4  |                             |
| 5  | Quando stridono i gabbiani - Episodio 3: Banchetto della strega dorata (parte 1) 「うみねこのなく頃に Episode3 Banquet of the golden witch （上）」 - Umineko no naku koro ni Episode3 Banquet of the golden witch (jō)                    | 1º marzo 2010 ISBN 978-4-06-283744-6     |                             |
| 6  | Quando stridono i gabbiani - Episodio 3: Banchetto della strega dorata (parte 2) 「うみねこのなく頃に Episode3 Banquet of the golden witch （下）」 - Umineko no naku koro ni Episode3 Banquet of the golden witch (ge)                    | 1º aprile 2010 ISBN 978-4-06-283745-3    |                             |
| 7  | Quando stridono i gabbiani - Episodio 4: Alleanza della strega dorata (parte 1) 「うみねこのなく頃に Episode4 Alliance of the golden witch （上）」 - Umineko no naku koro ni Episode4 Alliance of the golden witch (jō)                   | 1º luglio 2010 ISBN 978-4-06-283753-8    |                             |
| 8  | Quando stridono i gabbiani - Episodio 4: Alleanza della strega dorata (parte 2) 「うみねこのなく頃に Episode4 Alliance of the golden witch （下）」 - Umineko no naku koro ni Episode4 Alliance of the golden witch (ge)                   | 2 agosto 2010 ISBN 978-4-06-283754-5     |                             |
| 9  | Quando stridono i gabbiani: dispersione - Episodio 5: Fine della strega dorata (parte 1) 「うみねこのなく頃に散 Episode5 End of the golden witch （上）」 - Umineko no naku koro ni chiru Episode5 End of the golden witch (jō)            | 12 luglio 2012 ISBN 978-4-06-283757-6    |                             |
| 10 | Quando stridono i gabbiani: dispersione - Episodio 5: Fine della strega dorata (parte 2) 「うみねこのなく頃に散 Episode5 End of the golden witch （下）」 - Umineko no naku koro ni chiru Episode5 End of the golden witch (ge)            | 17 dicembre 2012 ISBN 978-4-06-283811-5  |                             |
| 11 | Quando stridono i gabbiani: dispersione - Episodio 6: Alba della strega dorata (parte 1) 「うみねこのなく頃に散 Episode6 Dawn of the golden witch （上）」 - Umineko no naku koro ni chiru Episode6 Dawn of the golden witch (jō)          | 3 marzo 2014 ISBN 978-4-06-283840-5      |                             |
| 12 | Quando stridono i gabbiani: dispersione - Episodio 6: Alba della strega dorata (parte 2) 「うみねこのなく頃に散 Episode6 Dawn of the golden witch （下）」 - Umineko no naku koro ni chiru Episode6 Dawn of the golden witch (ge)          | 2 giugno 2014 ISBN 978-4-06-283844-3     |                             |
| 13 | Quando stridono i gabbiani: dispersione - Episodio 7: Requiem della strega dorata (parte 1) 「うみねこのなく頃に散 Episode7 Requiem of the golden witch （上）」 - Umineko no naku koro ni chiru Episode7 Requiem of the golden witch (jō) | 2 giugno 2015 ISBN 978-4-06-283885-6     |                             |
| 14 | Quando stridono i gabbiani: dispersione - Episodio 7: Requiem della strega dorata (parte 2) 「うみねこのなく頃に散 Episode7 Requiem of the golden witch （下）」 - Umineko no naku koro ni chiru Episode7 Requiem of the golden witch (ge) | 2 settembre 2018 ISBN 978-4-06-283901-3  |                             |
| 15 | Quando stridono i gabbiani: dispersione - Episodio 8: Crepuscolo della strega dorata 「うみねこのなく頃に散 Episode8 Twilight of the golden witch」 - Umineko no naku koro ni chiru Episode8 Twilight of the golden witch                  | 30 settembre 2018 ISBN 978-4-06-512931-9 |                             |